# Nanouk Leopold
 (octobre 2018).
Nanouk Leopold, née le  25 juillet 1968 à Rotterdam, est une réalisatrice et scénariste néerlandaise.

## Filmographie

### Réalisatrice et scénariste
- 1998 : Weekend[2]
- 2001 : Îles flottantes[3]
- 2005 : Guernesey[4]
- 2007 : Wolfsbergen[5]
- 2010 : Brownian Movement[6]
- 2013 : It's All So Quiet[7]
- 2018 : Cobain[8]

Tous ses films, sauf le premier, ont été produits par Stienette Bosklopper.